# Madge Adam
Madge Gertrude Adam (* 6. März 1912 in Highbury, London; † 25. August 2001) war eine britische Astronomin und erste Doktorandin für Sonnenphysik an der Sternwarte der Universität Oxford.

## Frühes Leben und Ausbildung
Adam wurde als jüngstes von drei Kindern in der Nähe von Highbury, Nordlondon, geboren, wo ihr Vater Lehrer an der Drayton Park School war.
Zum Beginn des Ersten Weltkriegs meldete er sich zur Armee und fiel 1918 in Ypern. Daraufhin zog sie mit ihrer Mutter und ihren Geschwistern nach Yorkshire zu den Eltern ihrer Mutter. Im Alter von neun Jahren erkrankte sie und verbrachte ein Jahr im Freiluftkrankenhaus von Liverpool, um ihre Skelett-Tuberkulose an Ellenbogen und Rachitis zu behandeln.
Nach ihrer Entlassung aus dem Krankenhaus erhielt Adam ein Stipendium für die Doncaster High School in South Yorkshire, wo sie eine lebenslange Leidenschaft für Wissenschaft und Mathematik entwickelte. 1931 schrieb sie sich mit einem Stipendium für Physik am St. Hugh’s College in Oxford ein und war damit „die erste Frau, die in Oxford einen ersten Abschluss in Physik machte“. Dort erwarb sie einen MA, gefolgt von einem D.Phil. von Lady Margaret Hall.

## Karriere
Als ein neuer Direktor des Observatoriums in Oxford, der gerade das erste Sonnenteleskop der Universität installiert hatte, sein Forschungsprogramm im Bereich der Sonnenphysik ankündigte, klopfte Adam (die gerade ihren ersten Abschluss in Physik gemacht hatte) an seine Tür und fragte: „Wie wäre es mit mir?“ Indem sie sich dem Forschungsteam anschloss, wurde sie so die erste Doktorandin und Sonnenphysikerin am Observatorium der Universität. Im Laufe der Jahre wurde sie dort für den Rest ihres Lebens zu einer Schlüsselfigur und wurde schließlich während des Zweiten Weltkriegs stellvertretende Direktorin, nachdem der Direktor die Universität verlassen hatte, um an Flugzeugproduktionen zu arbeiten. Danach wurde sie ständige stellvertretende Direktorin und übernahm die Finanzbuchhaltung der Sternwarte.
Sie wurde zur Assistenzdozentin am St. Hugh’s College ernannt und „unterrichtete Astronomiekurse mit Schwerpunkt Astronavigation für Kadetten der Royal Navy und der RAF“.
Sie war „international anerkannt für ihre Arbeiten über die Natur der Sonnenflecken und deren Magnetfelder“. Von 1937 bis 1979 war sie Dozentin an der Universität Oxford in der Abteilung für Astrophysik und ab dem 11. März 1938 Fellow der Royal Astronomical Society.

## Ausgewählte Publikationen
- Interferometric Measurements of Solar Wave-Lengths and an Investigation of the Einstein Gravitational Displacement. In: Monthly Notices of the Astronomical Society. Band 108, Nr. 6, Dezember 1948, S. 446–464, doi:10.1093/mnras/108.6.446, bibcode:1948MNRAS.108..446A (englisch).
- A new determination of the centre to limb change in solar wave-lengths. In: Monthly Notices of the Royal Astronomical Society. Band 119, Nr. 5, Oktober 1959, S. 460–474, doi:10.1093/mnras/119.5.460 (englisch).
- mit H. Bondi: The observational tests of gravitation theory. In: Proceedings of the Royal Society of London. Series A. Mathematical and Physical Sciences. Band 270, Nr. 1342, 27. November 1962, S. 297–305, doi:10.1098/rspa.1962.0219 (englisch).
- Discussion of the results obtained by three tests of Einstein's relativity theory made on astronomical bodies from 1918 to 1960. In: Proceedings of the Royal Society of London. Series A, Mathematical and Physical Sciences. Band 270, 1962, S. 297–304 (englisch).
- Line contours in sunspot regions. In: Monthly Notices of the Royal Astronomical Society. Band 136, Nr. 1, 1967, ISSN 0035-8711, OCLC 10340650, S. 71–90 (englisch).